# Aulana cyrtaspis
Aulana cyrtaspis är en tvåvingeart som beskrevs av Kertesz 1908. Aulana cyrtaspis ingår i släktet Aulana och familjen vapenflugor. Inga underarter finns listade i Catalogue of Life.